# Houari Boumedienne

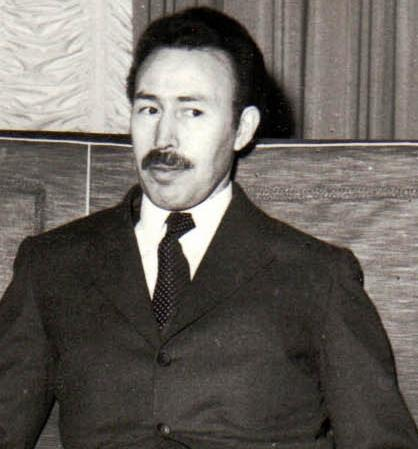
Houari Boumedienne, 1972

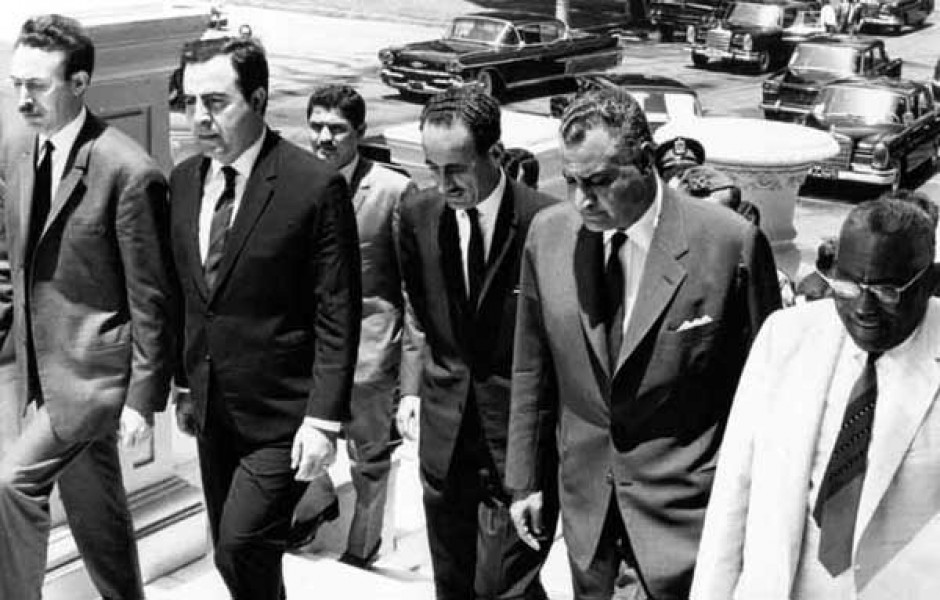
Kairo, 1968, von links nach rechts die Präsidenten Boumedienne, Atassi, Arif, Nasser und al-Azhari

Houari Boumedienne oder Huari Bu Madyan (arabisch هواري بومدين, DMG Hawārī Bū-Madyan, Zentralatlas-Tamazight ⵀⵓⵡⴰⵔⵉ ⴱⵓⵎⴷⵢⴰⵏ Hewari Bumedyan; mit bürgerlichem Namen Mohammed Boukharouba; * offiziell am 23. August 1932 in Guelma; † 27. Dezember 1978 in Algier) war ein algerischer Politiker. Er war von 1965 bis zu seinem Tod 1978 algerischer Staatschef.

## Leben
Houari Boumedienne entstammte einer armen Bauernfamilie mit sieben Kindern. Im Alter von 12 Jahren erlebte er in seiner Heimat die Massaker von Sétif: Als am 8. Mai 1945 das Ende des Zweiten Weltkrieges in Europa gefeiert wurde, wurde auf den Straßen Guelmas und Sétifs für die Unabhängigkeit Algeriens demonstriert. Diese Demonstrationen mündeten in eine große Welle der Gewalt, in der 102 europäische Siedler und 15.000 bis 20.000 Algerier ums Leben kamen. Die blutige Niederschlagung der Unruhen durch das französische Militär prägte Boumediennes Jugend und erweckte in ihm nationale Bestrebungen.
Nachdem Boumedienne am islamischen Institut in Constantine und an der Ez-Zitouna-Moschee/Universität in Tunis Theologie studiert hatte, besuchte er ab 1951 die al-Azhar-Universität in Kairo, an der er später auch als Dozent tätig war. Während seines Aufenthalts in Kairo erhielt er Guerilla-Training. Nach dem Studium schloss er sich der Nationalen Befreiungsfront (FLN) an und wählte seinen Kampfnamen nach dem Sufi Abu Madyan, der im Maghreb Sidi Bu Madyan genannt wird.  
Im Algerienkrieg gewann er als Kommandeur der FLN schnell an Einfluss. Eine Versorgungsmission an der marokkanisch-algerischen Grenze 1955 war sein einziger Kriegseinsatz. 1957 wurde er mit der militärischen Leitung der Wilaya 5, einer der fünf Verwaltungsregionen Algeriens, beauftragt, bei der er von Tunesien und Marokko aus Waffenlieferungen der Armée de libération nationale (ALN) über die Grenzen koordinierte. Er verstand es, sich aus internen Konflikten der Unabhängigkeitsbewegung herauszuhalten.
Mit Unterstützung von Abdelhafid Boussouf wurde er 1958 Vorsitzender des Comité d’organisation militaire (COM) der Westfront. 1960 wurde er Stabschef der Armée de libération nationale. Nach dem Sieg der FLN und der Abspaltung von deren Politbüro wurde er 1962 Verteidigungsminister unter Ahmed Ben Bella. Am 10. September 1962 war er mit ihm von Tlemcen nach Algier gekommen, nachdem sich ihre Fraktion auch mit Gewalt gegen das Politbüro durchgesetzt hatte. Am 20. September 1962 stimmten 99 % der Wählerinnen und Wähler für die Einheitsliste der FLN, und am 25. September 1962 wurde die Demokratische Volksrepublik Algerien proklamiert, nachdem das Land schon am 5. Juli seine Unabhängigkeit erklärt hatte. Die Volksvertretung wählte Ben Bella mit nur einer Gegenstimme zum Regierungschef. Die Mitglieder der Provisorischen Regierung der algerischen Republik (GPRA) um Benyoucef Benkhedda wurden politisch an den Rand gedrängt. Boumedienne wurde als einer von fünf Offizieren Mitglied des Regierungskabinetts. Als Ben Bella jedoch bekanntgab, dass er beabsichtige, die Nationale Volksarmee durch eine Volksmiliz zu ersetzen, war dies nicht im Sinne Boumediennes. Ben Bella begann, Personen aus Boumediennes Oudja-Clan zu entmachten. Als nur noch er und sein Clanangehöriger Außenminister Abd al-Aziz Bouteflika im Kabinett übrig waren, schien für Boumedienne die Grenze des Akzeptablen erreicht. 
Am 19. Juni 1965 stürzte er mit Unterstützung der Algerischen Streitkräfte in einem Putsch Staatspräsident Ahmed Ben Bella, den er verhaften ließ, und setzte sich an die Spitze des neuen 26-köpfigen Revolutionsrats. Die Bevölkerung reagierte kaum auf das eigenmächtige Handeln der Armee. Boumedienne vereinigte danach in seiner Person das Amt des Regierungs- und des Staatschefs. Der Vorgang wurde mit dem Slogan Redressement révolutionnaire als notwendige Korrektur des eingeschlagenen Weges und als Wiederbelebung des revolutionären Elans aus der Anfangszeit der Unabhängigkeit angepriesen. Politisch vertrat er den am Islam orientierten Arabischen Sozialismus und verstärkte die Industrialisierung Algeriens mit Hilfe der Erdöl- und Erdgas-Einnahmen. Im Dezember 1967 scheiterte ein Putsch gegen Boumedienne, worauf er zunehmend gegen Gewerkschaften vorging. Ebenfalls 1967 gab er den ersten Dreijahresplan bekannt, dem 1970–1973 ein Vierjahresplan folgte, es gab mehrere Verstaatlichungen.
Anders als sein Vorgänger ging er dabei auch große Unternehmen an. Die Priorität der Jahre 1967 und 1968 lag bei britischen und US-amerikanischen Unternehmen; 1971 waren dann auch die französischen Erdöl- und Erdgasgesellschaften Compagnie française des pétroles und Elf mit den von ihnen ausgebeuteten Vorkommen in Hassi Messaoud und Hassi R’Mel an der Reihe. Mit der Nationalisierung von 14 Erdölgesellschaften war die staatliche Sonatrach ab 1969 der größte Produzent in Algerien. Der Vertrag von Ifrane verbesserte 1969 die Beziehungen zu Marokko. Innenpolitisch agierte Boumedienne zentralistisch. Alte Kampfgenossen und politische Gegner wechselte er aus, ließ er ausschalten oder ins Exil treiben, wie dies zuvor schon Ben Bella getan hatte. Prominente Leidtragende waren Mohamed Khider oder Belkacem Krim. Unter Boumedienne wurde auch der regionale bewaffnete Widerstand von Hocine Aït Ahmed und seiner Front des Forces Socialistes gegen die Zentralregierung seit Ben Bella endgültig gebrochen.
Boumedienne hatte nicht das Charisma seines extrovertierten Vorgängers, doch seine wirtschaftlichen Erfolge und sein Festhalten am antiimperialistischen Programm Ben Bellas führten zu einem hohen Ansehen in den arabischen Ländern und in der Staatengemeinschaft der damals so bezeichneten „Dritten Welt“. Mit der Volksrepublik China schloss er 1971 einen Kooperationsvertrag. Drei Jahre später besuchte er Peking, wobei mit China zu Fragen des Nahen Ostens, der Sahara und Angola Differenzen fortbestanden. Vom 5. bis  9. September 1973 war er Vorsitzender der Vierten Gipfelkonferenz der Blockfreien Staaten. 1974 wurde auf seinen Vorschlag hin die 6. Sondersitzung der Generalversammlung der Vereinten Nationen abgehalten, bei der die Handelsbeziehungen zwischen den Entwicklungs- und Industrieländern thematisiert und das ökonomische Ungleichgewicht kritisiert wurden. Im eigenen Land konnten die entwicklungspolitischen Ziele nur teilweise erreicht werden. Die Agrarreform – eine „Agrarrevolution“ – erwies sich als wenig zielführend, vielmehr nahm die Landflucht weiter zu. Frankreich stoppte ab 1971 den Import algerischer Weine.
Widerstand erfuhr Boumedienne von den Gewerkschaften, die Ben Bella unterstützten, es kam zu vermehrten Streiks. Boumedienne hatte Ben Bellas Verfassung aufgehoben. Nach einer Neuauflage der Verfassung – einer sogenannten Nationalcharta – 1975, der die Bevölkerung 1976 in einem Referendum zustimmte, wurde Boumedienne 1976 mit offiziell 99 % Zustimmung zum Präsidenten gewählt. Im selben Jahr wurde auch die erste Nationalversammlung gewählt. 1973 bis 1976 war er Generalsekretär der Bewegung der Blockfreien Staaten. Er starb ein Jahr später nach 39-tägigem Koma am Morbus Waldenström, einer malignen Lymphomerkrankung, gegen die er zuvor in Moskau vergeblich behandelt worden war. 

## Beziehung zu Frankreich
Boumedienne war vor seinem Staatsstreich gegen Ben Bella bereits Verteidigungsminister. Nach seinem Staatsstreich verschlechterten sich die algerisch-französischen Beziehungen, weil Algerien die Wirtschaftsbeziehungen zu Frankreich reduzierte, zugunsten neuer Handelspartner wie etwa der Bundesrepublik Deutschland, Italiens und der USA. Die Verstaatlichung der Erdölindustrie von 1965 minderte den französischen Einfluss im Land und trug maßgeblich zur „Erdölschlacht“ von 1971 bei. Auch der Besuch des französischen Präsidenten Valéry Giscard d’Estaing 1975, der eine erneute Kooperation anstrebte, konnte an den Umständen nichts ändern.